# 5 Чаши
5 Чаши (лат. 5 Crateris), b² Гидры (лат. b² Hydrae), HD 94046 — двойная звезда в созвездии Гидры на расстоянии приблизительно 590 световых лет (около 181 парсек) от Солнца. Видимая звёздная величина звезды — +6,567m.

## Характеристики
Первый компонент — белая звезда спектрального класса A0, или A3V. Масса — около 2,835 солнечной, радиус — около 3,615 солнечного, светимость — около 39,31 солнечной. Эффективная температура — около 8458 K.
Второй компонент — коричневый карлик. Масса — около 71,2 юпитерианской. Удалён в среднем на 2,117 а.е..